# جون مكونيل (ناشط سلام)
جون مكونيل (بالإنجليزية: John McConnell)‏ (22 مارس من عام 1915- 20 أكتوبر من عام 2012)، مؤسس ومُنشئ «يوم الأرض» و«مؤسسة جمعية الأرض»، وقد امتلك شغفًا بالسلام والدين والعلم طوال حياته. نشأ على الأفكار القادرة على تخفيف المعاناة الإنسانية وتعزيز الصالح العام وروج لها.

## الأعمال والحملات الرئيسية

### النشاط من أجل السلام
انتقل جون مكونيل إلى كاليفورنيا في عام 1959 لمتابعة حلمه المتعلق بالسلام، حيث أسس هو وناشره المشارك إيرلينج تونيس «ماونتن فيو»؛ وقد نظم حملة ناجحة للغاية في سان فرانسيسكو تحت اسم «وجبات للملايين» جنبًا إلى جنب مع «ماونتن فيو». عُقدت هذه الحملة في عام 1962 لإطعام الآلاف من لاجئي هونغ كونغ. عمل مكونيل على حملة تحت اسم «دقيقة من أجل السلام» في عام 1963، بعد حملة «وجبات للملايين». عمل في حملة «دقيقة من أجل السلام» لمدة سبع سنوات بعد حملة «وجبات للملايين». بدأ حملة «دقيقة من أجل السلام» من خلال بث في 22 ديسمبر من عام 1963، منهيًا فترة الحداد على الرئيس جون ف. كينيدي. تحدث مكونيل في 26 يونيو من عام 1965 في مؤتمر الرابطة الوطنية للتعليم في ماديسون سكوير جاردن حيث اجتمع الجمهور من أجل المشاركة في حملة «دقيقة من أجل السلام».

### مؤسسة جمعية الأرض، المدمجة
قرر مكونيل تشكيل منظمة جديدة تحت اسم «جمعية الأرض» في يونيو من عام 1973؛ أثناء حضوره مؤتمرًا للأمم المتحدة حول البيئة في جنيف، في سويسرا. عُقد الاجتماع الأول للمنظمة في الأمم المتحدة في جنيف، وشمل رئيس الصليب الأحمر آنذاك.
أسس مكونيل المنظمة الجديدة التي أصبحت تُدعى من الناحية القانونية «جمعية الأرض، المدمجة»، مع عودته إلى الولايات المتحدة الأمريكية.
كان كل من جون مكونيل، وفرانك برينارد، والنقيب أنتوني كيسبي أعضاء مجلس إدارة الجمعية.
انضمت الدكتورة مارغريت ميد لاحقًا إلى المؤسسة في سبتمبر من عام 1976. أرسلت ميد رسالة إلى مكونيل قائلةً فيها: «إنها ستكون سعيدة بالانضمام إلى مجلس إدارة مؤسسة جمعية الأرض، المدمجة». وكانت رئيسة مجلس الإدارة الدولية ليوم الأرض.
تغير اسم الجمعية من «جمعية الأرض، المدمجة» إلى «مؤسسة جمعية الأرض، المدمجة» في ديسمبر من عام 1976.

## الارتباطات
من الجدير بالذكر عدم ارتباط جون مكونيل مع إيرا أينهورن الذي نصب نفسه المؤسس المشارك ليوم الأرض، أو مع غايلورد نيلسون الذي نصب نفسه مؤسس يوم الأرض. ادّعى مكونيل أن نيلسون استعمل الاسم بدون إذنه.